# Флюкигер, Ив
Ив Флюкигер родился 2 ноября 1955 года, бывший выпускник и нынешний ректор Женевского университета. Обладатель ученой степени в области экономики и социологии, а также докторской степени в области политэкономии, он стал ректором университета 15 июля 2015 года. 
За долгие годы своей карьеры он побывал:

- научным сотрудником Гарвардского университета (США) 
- научным сотрудником Оксфордского университета (Великобритания)
- приглашенным профессором университетов Фрибурга и Лозанны
- заведующим кафедры в  университете Дикина (Австралия). 

С 1992 года, Флюкигер стал профессором Женевского университета, где он возглавлял комитет по вопросам занятости и  Leading House "Экономика образования". Автор многочисленных книг и более 120 статей, опубликованных в международных рецензируемых журналах.
В Женевском университете Флюкигер преподавал экономику труда, организацию промышленности и государственные финансы. Также он руководил многочисленными проектами Швейцарского национального научного фонда по вопросам миграции, дискриминации в оплате труда, гендерной сегрегации, новых форм занятости и детской нищеты. В качестве руководителя Университетского наблюдательного совета по вопросам занятости при Женевском университете он также проводил многочисленные научные исследования, финансируемые государственными или частными организациями.
С 1996 по 2007 год он был членом Комиссии по конкуренции, с 2003 по 2007 год - вице-президентом Комиссии по конкуренции и научным советником Швейцарского национального научного фонда с 1998 по 2008 год. С июля 2007 года по июль 2015 года он был проректором Женевского университета, ответственным за финансы, международные отношения, стратегический план и постановление о главных целей, заключенное с советом управляющих.